# يحيى بن زكريا بن أبي زائدة
يَحْيَى بنُ زَكَرِيَّا بنِ أَبِي زَائِدَةَ الوَادعِيُّ، أَبُو سَعِيْدٍ الهَمْدَانِيُّ (120 هـ - 183 هـ)، من الأئمة الثقات، كان قاضيًا على المدائن للخليفة هارون الرشيد، ويُعد أول من صنف بالكوفة، جمع له الفقه والحديث، ويُعد من حفاظ الكوفيين، مفتيًا ثبتًا، صاحب سنة. وكان يحدث حفظًا. وتفقه بأبي حنيفة، ولزمه مدة حتى برع في الرأي وصار من أكبر أصحابه، مع الحفظ للحديث والإتقان له.

## روايته للحديث النبوي
- حدث عن: أبيه زكريا بن أبي زائدة، وعاصم الأحول، وهشام بن عروة، ويحيى بن سعيد الأنصاري، والأعمش، وداود بن أبي هند، وأبي مالك الأشجعي، وعبيد الله بن عمر، ومجالد، والعلاء بن المسيب، وهاشم بن هاشم الزهري، وموسى الجهني، وابن عون، وصالح بن صالح بن حي، وعبد الملك بن حميد بن أبي غنية، ومسعر، وحجاج بن أرطاة، وشعبة، وابن إسحاق، وخلق كثير. وينزل إلى سفيان بن عيينة، ومالك.
- حدث عنه: أبو داود الحفري، ويحيى بن آدم، ومعلى بن منصور، ويحيى بن يحيى، وأحمد، وابن معين، وابنا أبي شيبة، وهارون بن معروف، وأبو كريب، وهناد، وعمرو بن رافع القزويني، وعلي بن مسلم الطوسي، وأحمد بن منيع، والحسن بن عرفة، وزياد بن أيوب، وابن زرارة عمرو لا عمر، ومحمد بن عبيد المحاربي، ويعقوب الدورقي، وأمم سواهم.[2]

## أقوال العلماء فيه
أقوال علماء الجرح والتعديل فيه:
- قال أبو حاتم الرازي: «مستقيم الحديث، صدوق ثقة».
- قال أبو حاتم بن حبان البستي: «ذكره في الثقات».
- قال أبو زرعة الرازي: «قلما يخطئ، فإذا أخطأ أتي بالعظائم».
- قال أبو نعيم الأصبهاني: «ما كان بأهل لأن أحدث عنه».
- قال ابن حجر العسقلاني: «ثقة متقن، وقال مرة: وجرح أبو نعيم مردود بل ليس هذا بجرح ظاهر».
- قال أحمد بن حنبل: «ثقة».
- قال أحمد بن شعيب النسائي: «ثقة ثبت».
- قال أحمد بن صالح الجيلي: «ثقة، يعد من حفاظ الكوفة للحديث، ثبت».
- قال إسماعيل بن حماد بن أبي حنيفة: «في الحديث مثل العروس العطرة».
- قال الذهبي: «الحافظ».
- قال سليمان بن حيان الأحمر: «كان جيد الأخذ للحديث».
- قال علي بن المديني: «من الثقات، ومرة: لم يكن أحد بالكوفة بعد الثورى أثبت منه».
- قال عمر بن شبة النميري: «ليس بأهل أن يحدث عنه».
- قال عيسى بن يونس السبيعي: «ثقة».
- قال محمد بن سعد كاتب الواقدي: «ثقة إن شاء الله».
- قال محمد بن عبد الله بن نمير: «أتقن من ابن إدريس».
- قال يحيى بن سعيد القطان: «ما خالفنى أحد بالكوفة أشد على من ابن أبي زائدة».
- قال يحيى بن معين: «ثقة، ومرة: لا أعلمه أخطأ إلا في حديث واحد».
- قال يعقوب بن شيبة السدوسي: «ثقة، حسن الحديث».